# سولانوکاپسین
سولانوکاپسین (به انگلیسی: Solanocapsine) با فرمول شیمیایی C27H46N2O2 یک ترکیب شیمیایی است. که جرم مولی آن ۴۳۰٫۶۶۶ گرم بر مول می‌باشد. 